# Pseudobithynia renei
Pseudobithynia renei е вид коремоного от семейство Bithyniidae.

## Разпространение
Видът е разпространен в Гърция.